# Валентинович, Текла Игнатьевна
Текла (Фекла) Игнатьевна Валентинович (пол. Tekla Walentynowicz; 24 сентября 1801 — 25 октября 1873) — дочь виленского шляхтича, жена и наследница князя Платона Зубова, последнего екатерининского фаворита.

## Княгиня Зубова
Детство её прошло в небольшом имении родителей, в собственности у которых было 30 душ крестьян. В 1821 году в неё влюбился 54-летний князь Платон Зубов. Он жил на покое в своём Руэнтальском поместье, где «имел род сераля; как только красавица ему надоедала, он ездил в Вильну, чтобы рекрутировать новую».
Будучи в городе по делам, Зубов заметил на улице «польскую волшебницу» (выражение А. О. Россет) и велел своему управляющему Братковскому привести её к себе в дом. Тот предлагал за обладание девушкой её матери огромное вознаграждение, но получил решительный отпор. По словам А. Я. Булгакова, будущая тёща князя Зубова «была тёртый калач, она разочла, что сопротивление для князя вещь новая, что оно возбудит любовь, усилит желание обладать предметом, ему нравящимся».
Так все и случилось, князь Зубов предложил Текле руку и сердце, одарил всё её семейство, подобрал богатого мужа и для её сестры Доминики. Молодожёны поселились в великолепной усадьбе Руэнталь, где княгиня Текла вскоре родила дочь Александру, умершую в младенчестве. Князь Зубов не дожил до её рождения трёх недель. В наследство молодой вдове достались, по свидетельству К. Валишевского, «двадцать миллионов, которые уже давно бесполезно лежали в кладовых дома», а также россыпь бриллиантов, из которых три были чистейшей воды, а один с вправленным портретом Екатерины II.
Родственники Зубова возбудили процесс о разделе наследства, ссылаясь на отсутствие в его бумагах завещания. Княгиня Зубова прибыла на разбирательство в Варшаву, где совершенно очаровала статс-секретаря по польским делам Н. Н. Новосильцева. По сведениям А. О. Россет, «она ласкала старого и уродливого развратника мыслью, что выйдет за него замуж», но когда процесс, благодаря связям Новосильцева, закончился в её пользу, сразу уехала жить в Вену.

## Графиня Шувалова
В австрийской столице княгиня Зубова, не имевшая никакого почти образования, «выучилась болтать по-французски и была потом принята аристократическим обществом, — продолжает А. О. Россет, — танцевала мазурочку пани так, что всё старичьё приходило в неистовый восторг». Она сблизилась со своей соотечественницей, женой русского посла Татищева, и полюбила юного секретаря посольства, графа Андрея Петровича Шувалова, который был на год её моложе. Жена английского посланника леди Дисброу, сообщая городские сплетни, в сентябре 1826 года писала своим родным:
Вдова княгиня Зубова, с 8000 крестьянами, намерена сочетаться браком с графом Шуваловым. Она была предметом страсти лорда Кланвильяма в прошлом году в Карлсбаде. Она очень молода и весьма низкого происхождения.
 Венчание их было 12 ноября 1826 года в Казанском соборе. Ради княгини Зубовой (или её миллионов) Шувалов отказался от дипломатической службы и уехал с ней во Флоренцию, где они прожили год. «В Лейпциге (15 июня 1827 года) родился их старший сын Петр, нынешний посол в Англии», — писала Россет, убеждённая (едва ли основательно), что ребёнок был зачат ещё до брака. Брачный союз с наследницей князя Зубова выдвинул Шуваловых в число богатейших семейств России. По приезде в Россию польская богачка вошла в высшее петербургское общество, получила екатерининскую ленту, присутствовала даже на коронации Николая I.

Фекла, поселившись в Петербурге, с удивительным тактом сделала себе положение. Когда она представлялась императрице, я её видела. Она была как-то пышно хороша; руки, шея, глаза, волоса — у неё все было классически хорошо. После представления государыня сказала: «За два месяца замужества они очень быстро развились». У них играли в вист а 250 roubles la parte: граф Нессельроде, Матвей Юрьевич Виельгорский, обер-егермейстер князь Лобанов, злой и глупый человек; из дам она подружилась с Мери Пашковой и графиней Чернышевой. Эти три были неразлучны и в театре, и катались вместе, и танцевали.— А. О. Смирнова-Россет

В Петербурге Шуваловы наняли дом князя М. А. Голицына на наб. Мойки, 90/1, который позднее купили. Их дом был одним из самых модных в столице, здесь собиралось все высшее общество. Бывал у Шуваловых и Пушкин, хорошо знавший хозяина дома и не раз упоминавший в своих дневниках имя его жены. Дружившая с графиней Шуваловой Долли Фикельмон в 1831 году писала:
Красивая, улыбчивая Шувалова — добра и естественна. Она не очень образованна и изысканна, но обладает большим тактом… Все её черты пронизаны добротой, и это самое характерное в её лице. Она не особенно умна, но вот уже более года у неё роман одновременно с тремя мужчинами — Медемом, Виельгорским и Леоном Кочубеем. Все трое — её близкие друзья, ко всем троим она относится с одинаковой добротой. Думаю, в её поведение значительно больше доброжелательности и нежности, чем кокетства.
Графиня Шувалова воспитывала сыновей в уважении к польским и католическим традициям. Оба сделали блестящую карьеру, хотя в окружении Николая I их причисляли к польским патриотам. На склоне лет она много времени проводила в Руэндале. Скончалась от язвы желудка в Петергофе в 1873 году, через четыре месяца после мужа. Супруги Шуваловы похоронены в Софийской церкви, которую они выстроили в имении Вартемяки рядом с Петербургом.

## Потомство
1. муж с 1821 года князь Платон Александрович Зубов (1767—1822), который был на 34 года её старше.
  - Александра Платоновна (1822—1824)
2. муж с 1826 года граф Андрей Петрович Шувалов (1802—1873), старший сын камергера П. А. Шувалова, впоследствии церемониймейстер, камер-юнкер.
  - Пётр Андреевич (1827—1889), генерал от кавалерии, губернатор Лифляндии, Курляндии и Эстляндии (1864–1866), шеф жандармов и глава Третьего отделения (1866–1874), посол в Великобритании (1874–1879).
  - Софья Андреевна (1829—1912), фрейлина, унаследовала красоту матери; с 1850 замужем за графом А. А. Бобринским (1823—1903).
  - Павел Андреевич (1830—1908), генерал от инфантерии, варшавский генерал-губернатор, посол в Германии с 1885 по 1894 года.
  - Ольга Андреевна (30.04.1833[11]—1859), крещена 6 мая 1833 года в Симеоновской церкви при восприемстве князя А. Г. Щербатова и княгини А. М. Щербатовой.

- Платон Зубов, 
1-й муж
- Андрей Шувалов, 
2-й муж
- Пётр Андреевич,
сын
- Софья Андреевна, 
 дочь
- Павел Андреевич, 
 сын